# 파나마 비에호

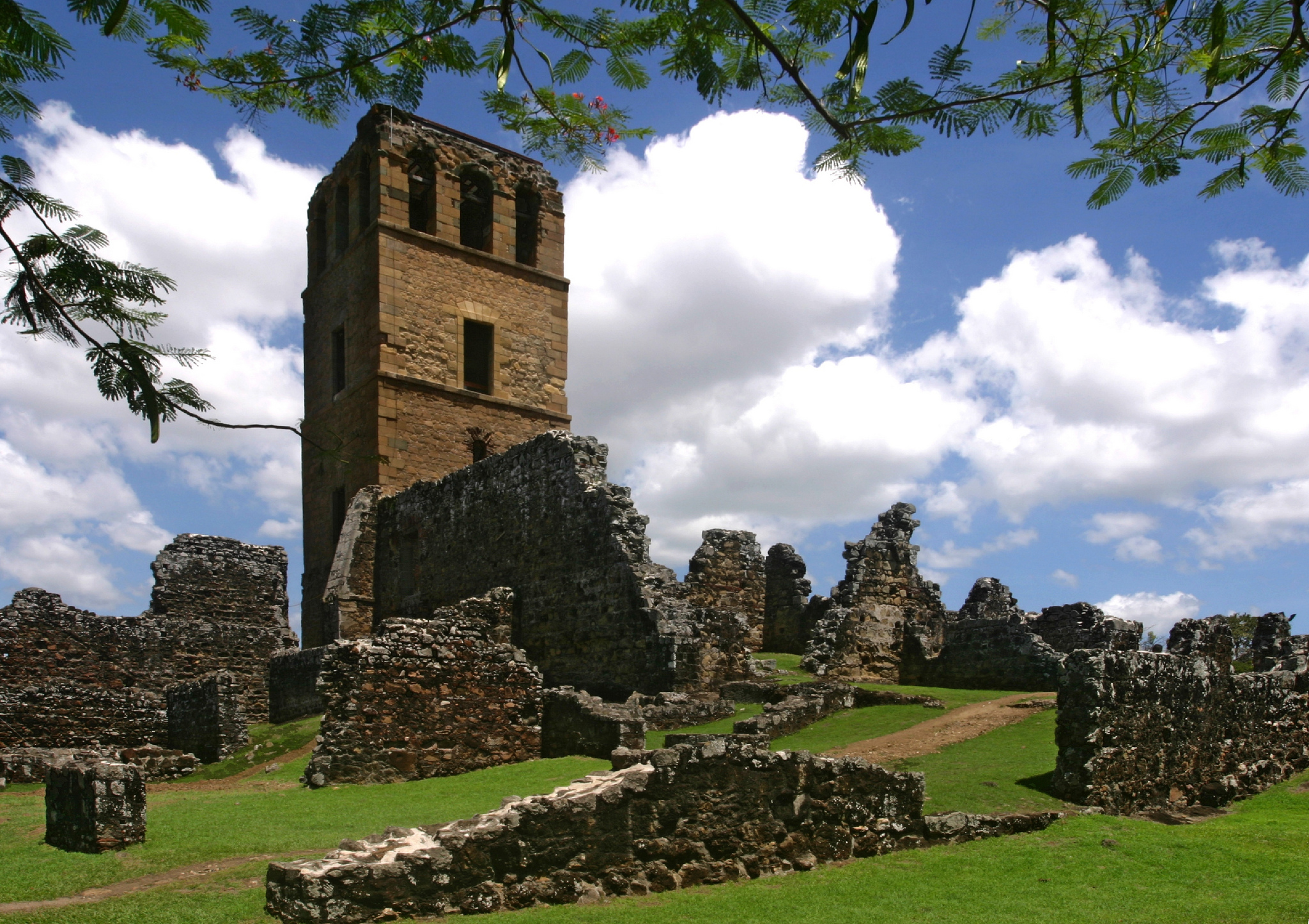
성모 승천 대성당

파나마 비에호(스페인어: Panamá Viejo) 또는 파나마 라 비에하(스페인어: Panamá la Vieja)는 1671년 웨일스의 선장 헨리 모건에 의해 파괴된 파나마의 수도인 파나마시티의 남은 부분이다. 현재 수도의 교외에 위치하고 있다. 파나마 역사 지구와 함께 파나마 비에호의 고고 유적과 파나마 역사 지구(스페인어: Sitio Arqueológico de Panamá Viejo y Distrito Histórico de Panamá)라는 이름으로 1997년부터 세계문화유산으로 지정되었다.